# ريتشارد فريث
ريتشارد فريث (بالإنجليزية: Richard Frith)‏ هو قسيس بريطاني، ولد في 8 أبريل 1949 في هانتينغدون ‏ في المملكة المتحدة.